# Maszynka do mięsa

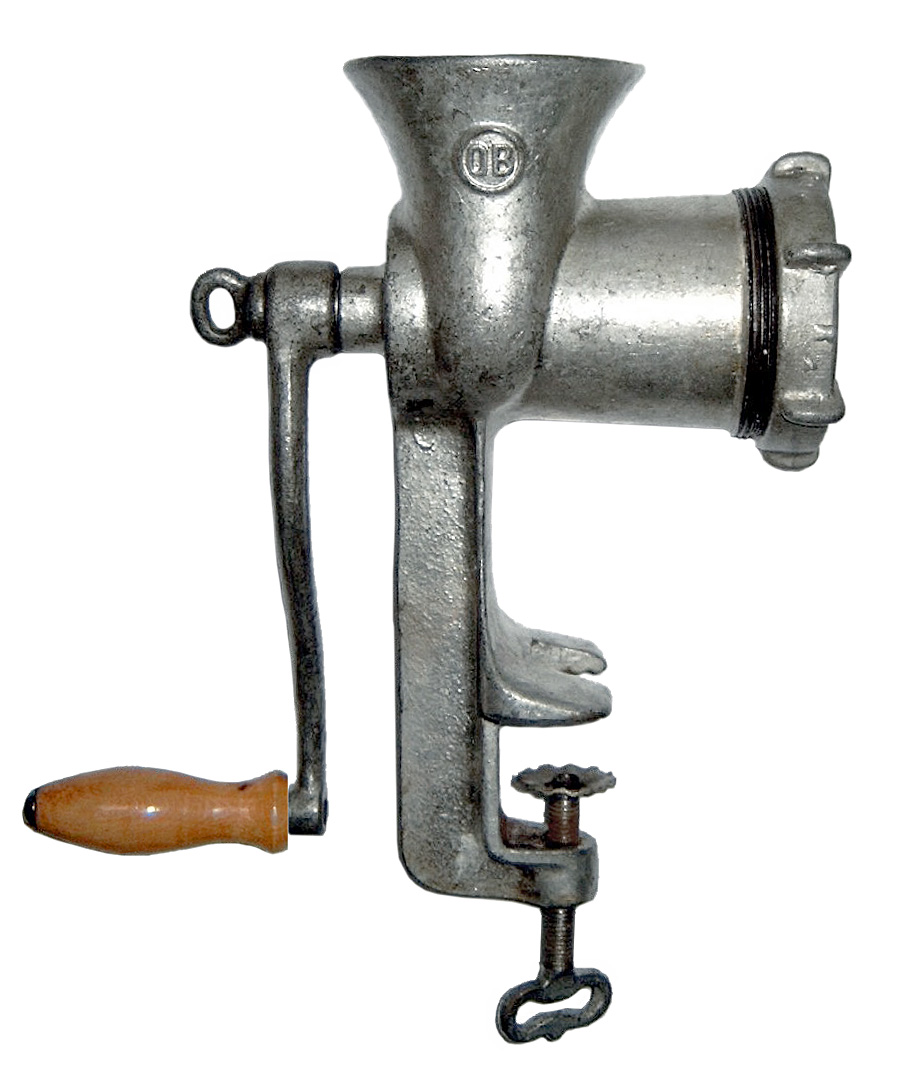
Maszynka do mięsa

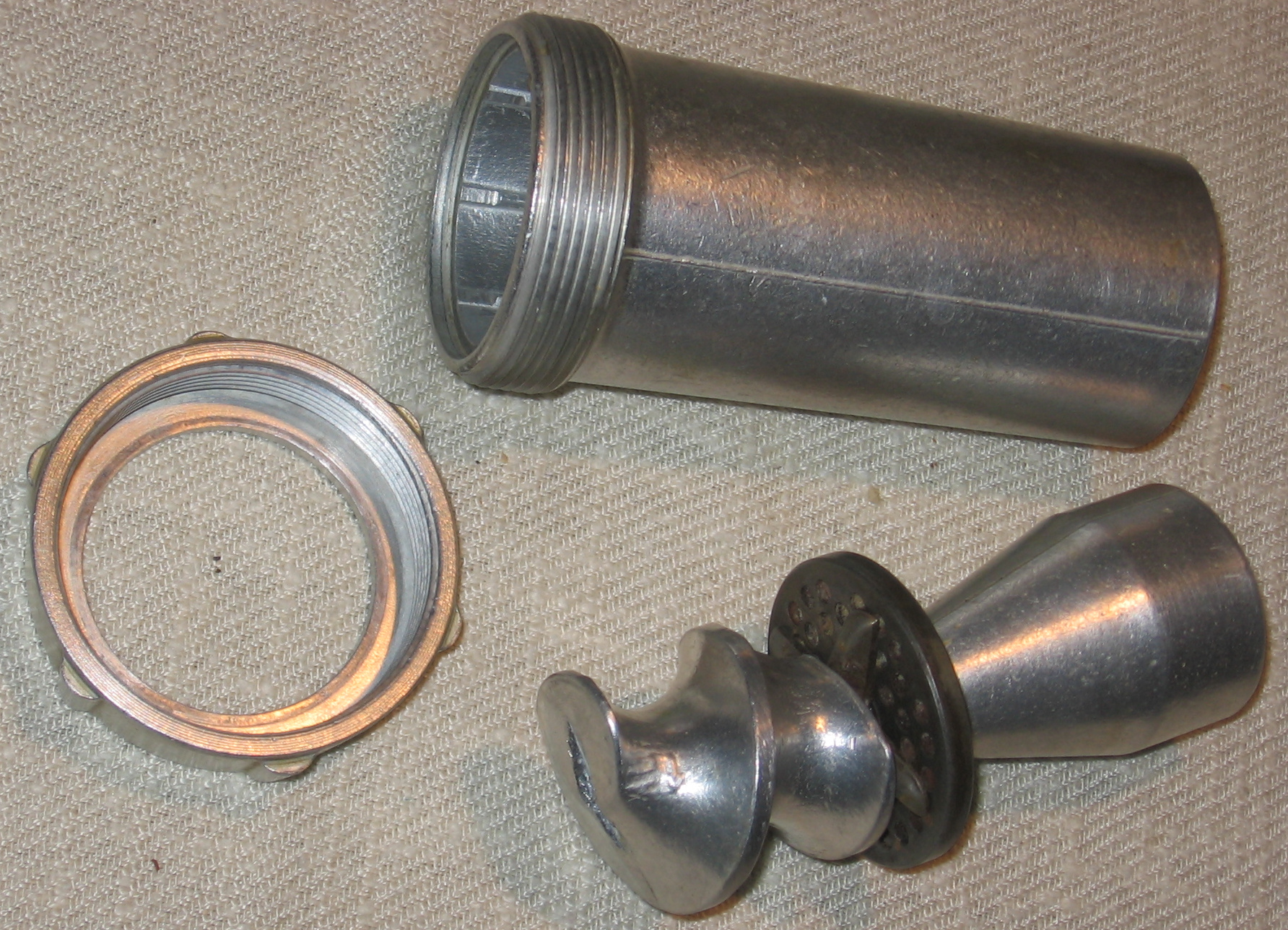
Elektryczna maszynka do mięsa rozłożona na podstawowe części

Maszynka do mielenia mięsa – mechaniczne narzędzie kuchenne, służące do rozdrabniania mięsa.
Najważniejszą częścią maszynki jest ślimacznica, która wprawiona w powolny ruch obrotowy (napędzana ręcznie – korbką, albo elektrycznie – silnikiem z przekładniami obniżającymi prędkość obrotową) przesuwa kawałki mięsa w kierunku obracających się wraz ze ślimacznicą noży rozdrabniających mięso przeciskane przez tarczę z niewielkimi otworkami o ostrych krawędziach.
Wynalazcą ręcznej maszynki do mielenia mięsa w tej postaci był Niemiec Karl Drais, XIX-wieczny konstruktor także innych do dziś znanych i używanych urządzeń mechanicznych (albo ich pierwowzorów), jak maszyna do pisania i „maszyna biegowa” (pierwowzór welocypedu i później roweru), od jego nazwiska nazywanej wówczas drezyną.
Mielenie mięsa na skalę przemysłową odbywa się w odpowiednio większych maszynach zwanych wilkami.
W kuchni domowej maszynka do mięsa znajduje zastosowanie również do mielenia innych produktów: twarogu (np. na serniki), maku (np. na makowce), gotowanych warzyw itd. Używa się jej także – po zastosowaniu odpowiednich nakładek – do formowania kruchych ciastek..

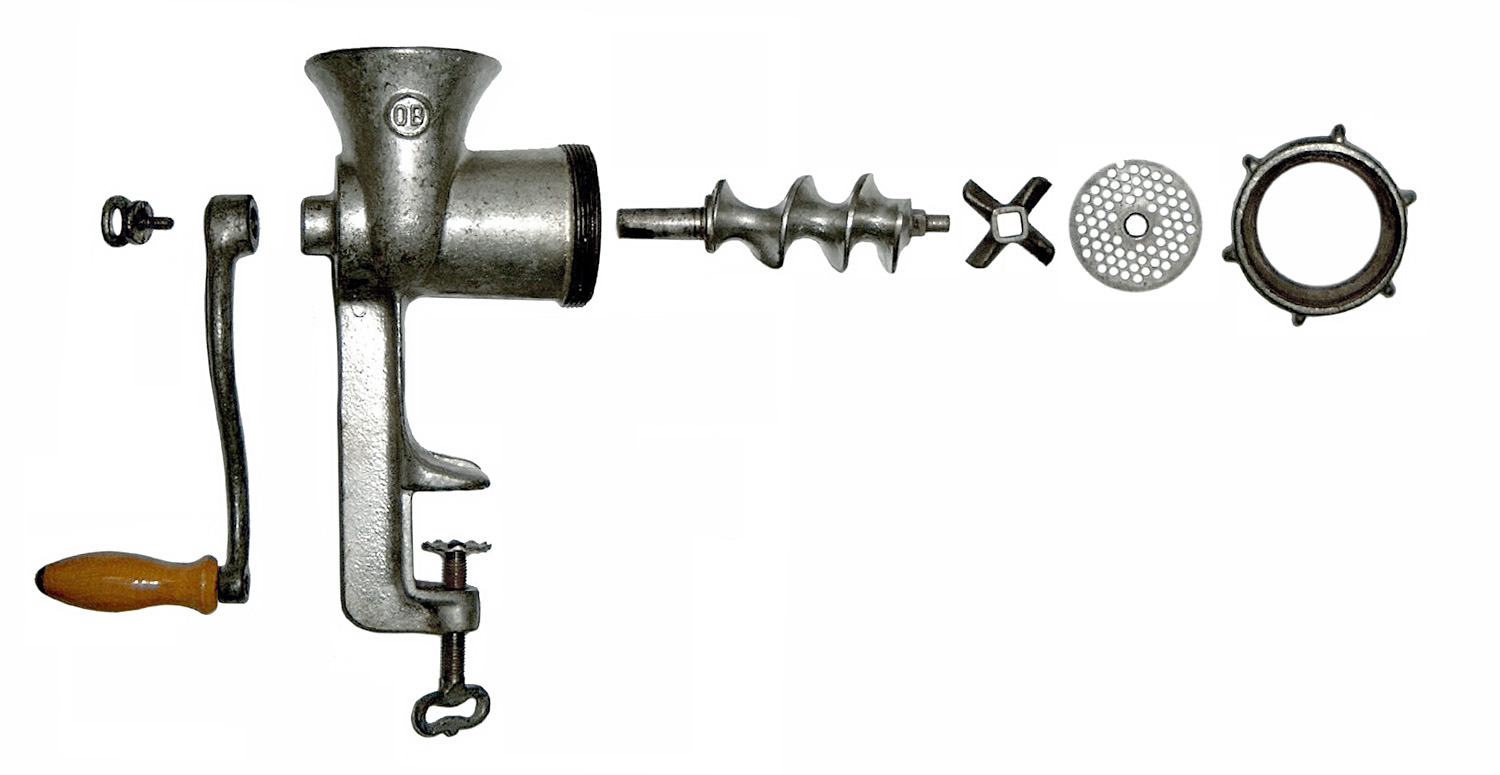
Ręczna maszynka do mięsa w częściach
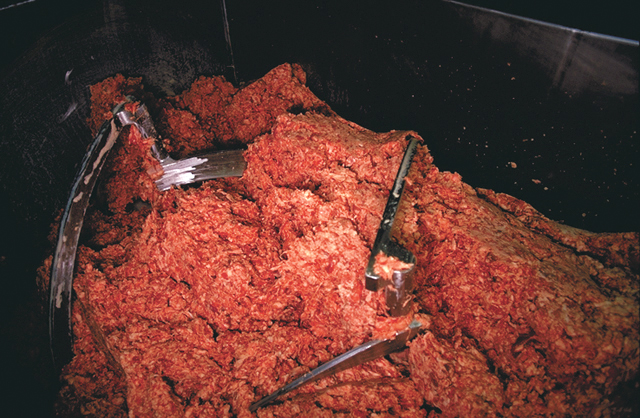
Przemysłowe mielenie mięsa
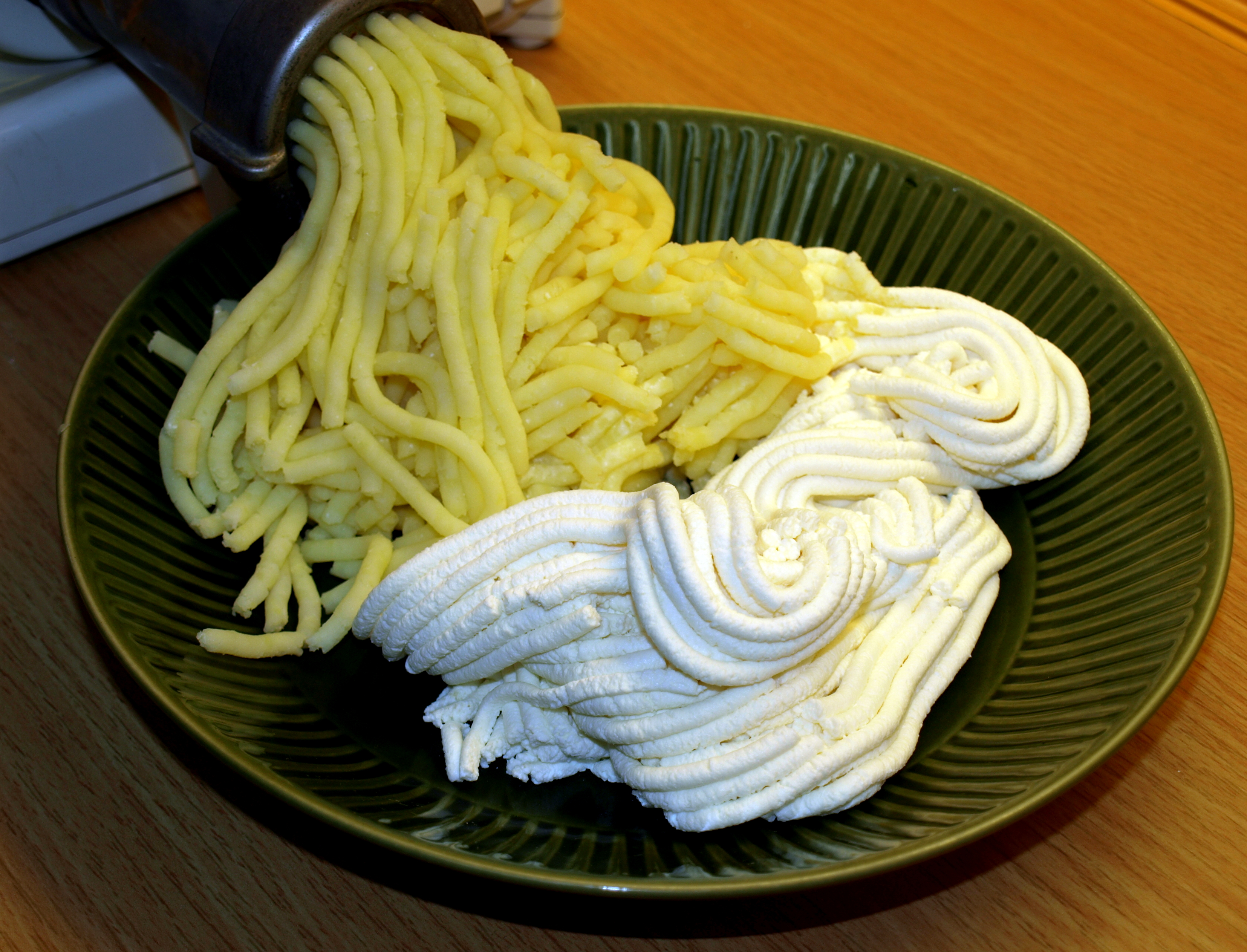
Mielenie twarogu i gotowanych ziemniaków na pierogi ruskie
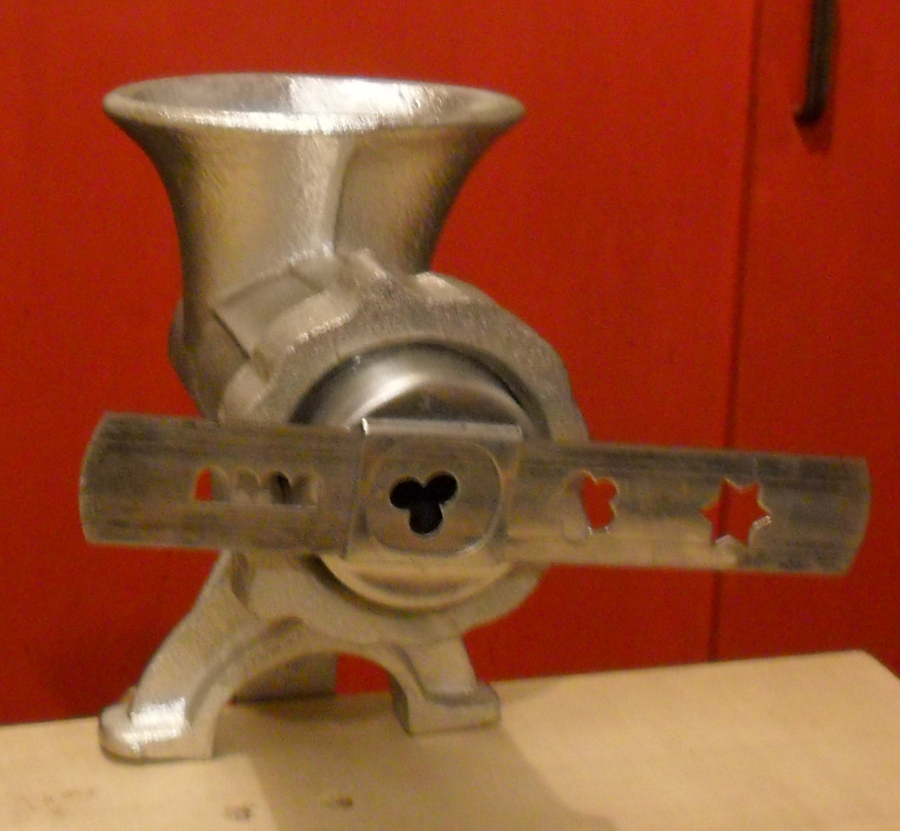
Maszynka z nakładką do ciastek
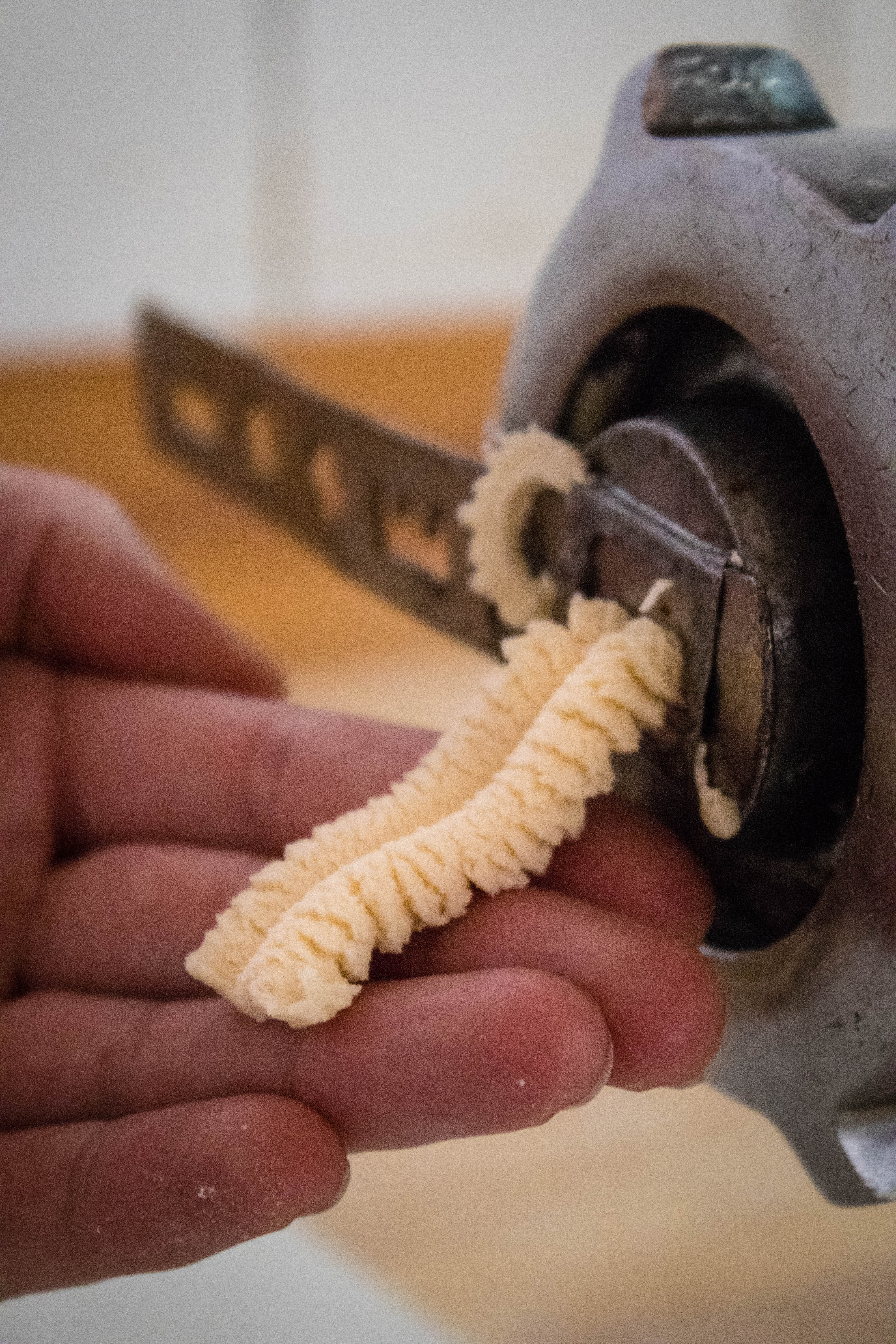
„Kręcenie” ciastek przez maszynkę do mięsa
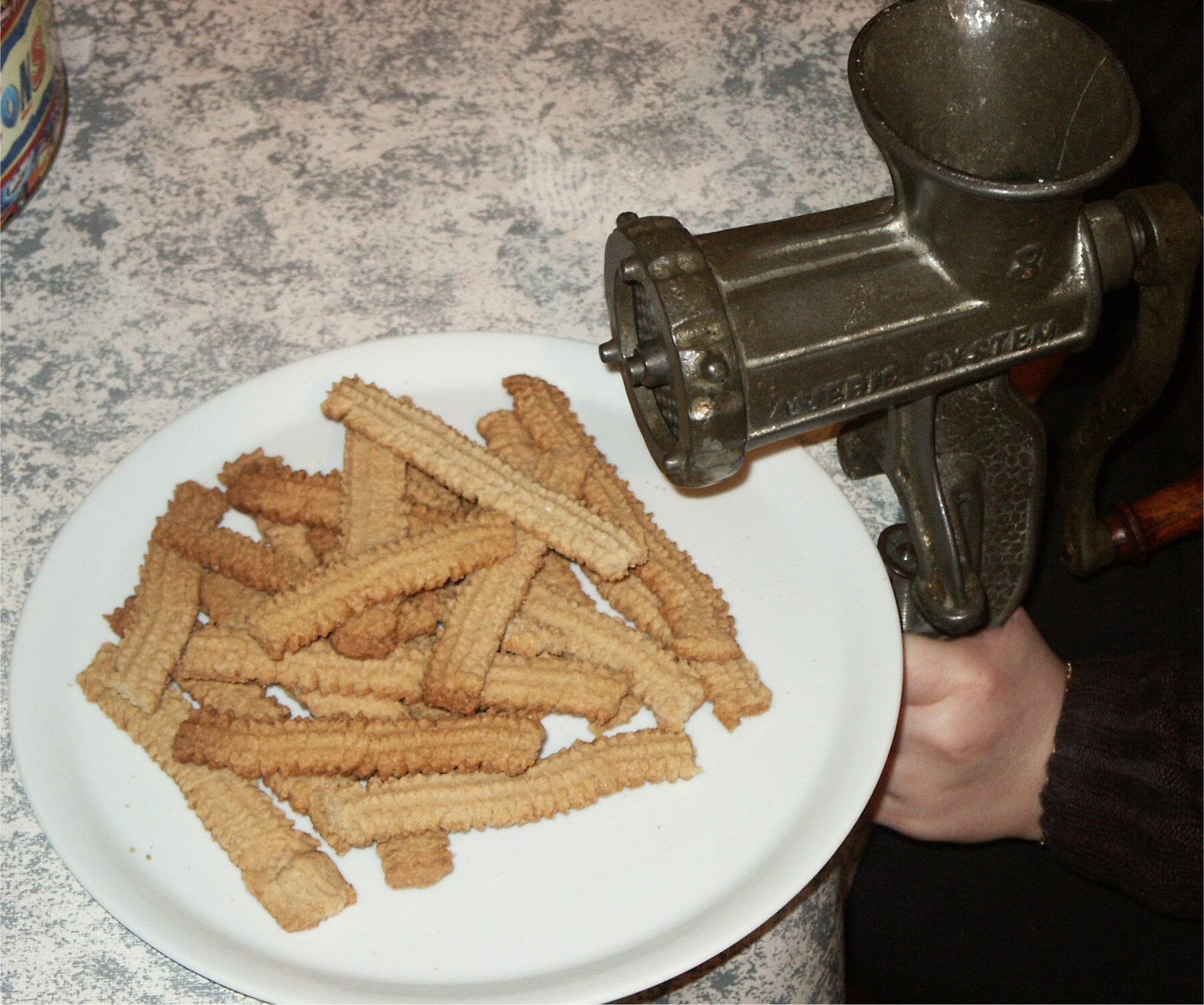
Kruche ciastka „kręcone” przez maszynkę do mięsa